# Достик (Алакольський район)
Дости́к (каз. Достық) — село у складі Алакольського району Жетисуської області Казахстану. Адміністративний центр Достицького сільського округу.
Населення — 6314 осіб (2021; 4698 у 2009, 2688 у 1999).

## Клімат
Село знаходиться у зоні, котра характеризується кліматом тропічних степів. Найтепліший місяць — липень із середньою температурою 22.5 °C (72.5 °F). Найхолодніший місяць — січень, із середньою температурою -14.4 °С (6.1 °F).
| Клімат Достика          | Клімат Достика | Клімат Достика | Клімат Достика | Клімат Достика | Клімат Достика | Клімат Достика | Клімат Достика | Клімат Достика | Клімат Достика | Клімат Достика | Клімат Достика | Клімат Достика | Клімат Достика |
| Показник                | Січ.           | Лют.           | Бер.           | Квіт.          | Трав.          | Черв.          | Лип.           | Серп.          | Вер.           | Жовт.          | Лист.          | Груд.          | Рік            |
| Середня температура, °C | −14,4          | −12,2          | −1,1           | 9,6            | 16,1           | 20,5           | 22,5           | 21             | 15,4           | 7              | −1,7           | −9,9           | 6,1            |
| Норма опадів, мм        | 6.9            | 6.7            | 13.1           | 21.2           | 29             | 31             | 28.1           | 19.4           | 15.3           | 15.1           | 11.9           | 9.3            | 207            |
| Днів з опадами          | 8,2            | 6,3            | 7              | 6,7            | 7,5            | 8,3            | 8,7            | 6,2            | 4,9            | 5,6            | 6,2            | 8,5            | 84,1           |
| Вологість повітря, %    | 85.5           | 87.1           | 74.2           | 50.9           | 47.7           | 47             | 45.7           | 43.9           | 46.4           | 57.9           | 73.4           | 84.4           | 62             |
| ----------------------- | -------------- | -------------- | -------------- | -------------- | -------------- | -------------- | -------------- | -------------- | -------------- | -------------- | -------------- | -------------- | -------------- |
| Джерело: Weatherbase    |                |                |                |                |                |                |                |                |                |                |                |                |                |

## Історія
Достик — найважливіший пропускний пункт на кордоні з Китаєм, тут знаходиться залізнична станція Достик. Село розташоване між Заілійським Алатау і Тарбагатайськими горами, у місці, яке називається Джунгарська брама. Виникло як залізнична станція Дружба через будівництво залізниці. В 1954 році СРСР і КНР уклали угоду про створення залізниці Ланьчжоу—Урумчі—Алмати. Вже 1959 року на ділянці Актогай—Дружба почали курсувати перші поїзди. Проте пізніше стосунки з Китаєм погіршали, селище було покинуте. Розвиток поновився лише 1988 року. 12 вересня 1990 року відбулось об'єднання залізничних магістралей СРСР та КНР на прикордонному переході Дружба — Алашанькоу. До 2016 року село мало статус селища.